# Peugeot 408
O Peugeot 408 é um modelo de porte médio-grande da Peugeot produzido entre 2010 e 2019, apenas como um sedã. Foi desenvolvido para substituir o Peugeot 307 sedan, feito para os mercados da América do Sul, China, Malásia e Rússia (não foi vendido na Europa).
Foi fabricado sobre a plataforma PF2 na primeira geração (2011 a 2014)  e sobre a plataforma EMP2 na segunda geração (2014 a 2019).
A primeira geração recebeu um facelift em 2015, na argentina era um carro importante para o mercado, e no Brasil não devido a preferencias por SUV,  sendo o foco na venda direta e não na venda de varejo.
Em 2014 chega a segunda geração para China e Malásia. Apesar de maior ele é mais leve.
É utilizado na Stock Car Brasil em substituição ao Peugeot 307, que foi utilizado nas temporadas 2007, 2008 e 2009.
Devido ao baixo volume de vendas no mercado brasileiro, saiu de linha em 2019, juntamente com o 308.

## Motores

### Primeira Geração (Argentino)
1.6 aspirado
2.0 aspirado
1.6 THP Gasolina 166 cv Etanol 173 cv Torque de 24,5 kgfm
2.0 Turbo

### Segunda Geração (Chinês)
1.6 THP

## Galeria
- Primeira geração (2010–2014)
- Peugeot 408 chinês (2010–2014)
- Segunda geração (2014–2019)